# ティデ・ソンツェン
ティデ・ソンツェン（チベット語：ཁྲི་ལྡེ་སྲོང་བཙན、761年 - 815年）は、古代チベットである吐蕃の王。在位年は800年 - 815年。彼はセナレク（སད་ན་ལེགས）の綽名も知っている。
ティデ・ソンツェンの功績は二つある。一つは彼は仏教を篤く信仰し、特に仏教経典の翻訳事業に力を入れた。翻訳はインド僧を中心にチベット僧が補助する形で行われた。彼らによって多量の経典が翻訳され、翻訳された経典の目録が作成された。これがチベット仏教の最初期の大蔵経目録とされる『デンカルマ目録』である。もう一つは、欽定訳語の制定という画期的な事業が行われたことである。つまり、国家としてサンスクリットの対訳チベット語を決定し、訳語を統一することで、翻訳者による訳語の不統一をなくしたのである。この欽定訳語のおかげで、現在サンスクリット原典が失われてしまった経典でも、チベット語訳があれば元のサンスクリット原文をかなりのレベルまで回収することが可能である。
一方で、ティデ・ソンツェン王の仏教に対する過度な優遇・保護の結果、僧侶は特権階級となり、国政にも影響を与えるようになってしまったのである。
出典、「構築された仏教思想　ツォンカパ」　松本峰哲
| 爵位・家督            | 爵位・家督                   | 爵位・家督              |
| --------------------- | ---------------------------- | ----------------------- |
| 先代 ムルク・ツェンポ | チベットの皇帝 800年 - 815年 | 次代 ティツク・デツェン |